# Let 'Em Know
Let 'Em Know è il quarto ed ultimo EP dei Papa Roach pubblicato nel 1999.
Contiene le prime versioni di "Binge"  "Snakes" e "Thightrope" inserite nel disco Infest del 2000 e la prima versione di "Walking Thru Barbed Wire" inserita in LoveHateTragedy del 2002.

## Tracce
1. Walking Thru Barbed Wire
2. Legacy
3. Binge
4. Snakes
5. Tightrope (The Thin Line)

## Formazione
- Jacoby Shaddix - voce
- Jerry Horton - chitarra
- Tobin Esperance - basso
- David Buckner - batteria